# مايك مور (لاعب كرة قدم أمريكية)
مايك مور (بالإنجليزية: Mike Moore)‏ هو لاعب كرة قدم أمريكية أمريكي، ولد في 7 سبتمبر 1956 في تشاتانوغا في الولايات المتحدة، وتوفي في 6 يوليو 2016 في ناشفيل في الولايات المتحدة.